# Roberto Battiston
Roberto Battiston (Trento, 11 agosto 1956) è un fisico italiano.
È stato presidente dell'Agenzia Spaziale Italiana (ASI) dal maggio 2014 al novembre 2018. Fisico sperimentale, specializzato nel campo della fisica fondamentale e delle particelle elementari, è uno dei maggiori esperti di raggi cosmici.
Impegnato da sempre nello studio della fisica fondamentale e lo sviluppo di rivelatori e di tecnologie per la sperimentazione nel campo della fisica fondamentale e delle particelle elementari. Nel corso di oltre 30 anni di attività ha svolto ricerche in team internazionali, prima nel campo della fisica sperimentale delle interazioni fondamentali con gli acceleratori e poi nel settore spaziale, studiando con altissima precisione i raggi cosmici dallo spazio. Per queste ricerche ha contribuito, con ruoli di primaria responsabilità, allo sviluppo di rivelatori innovativi basati su tecnologie avanzate.

## Biografia

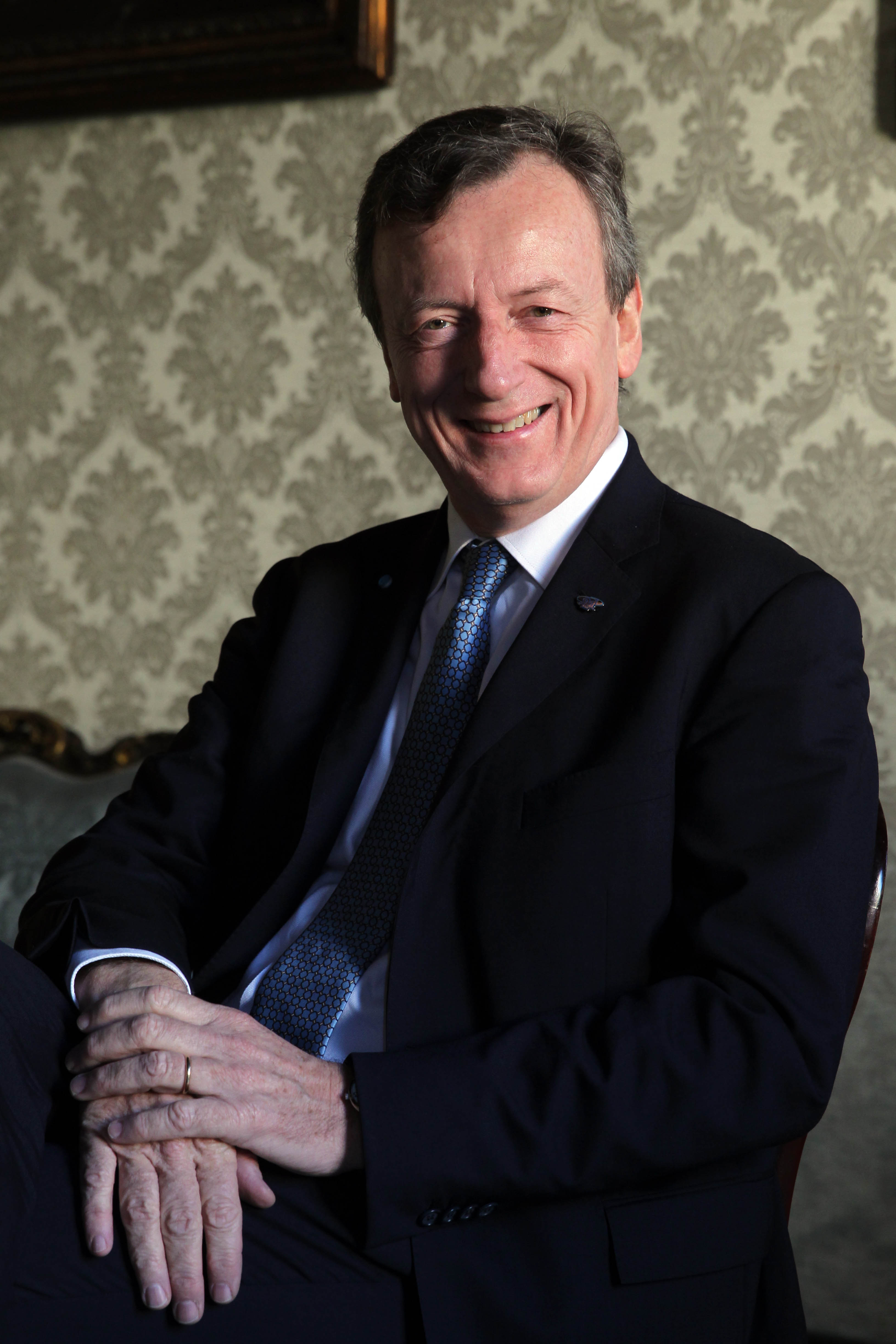
Roberto Battiston nel 2015

Si laurea nel 1979 in fisica presso l'Università di Pisa e la Scuola Normale di Pisa con una tesi sulla produzione di muoni in interazioni p-p agli ISR (esperimento diretto dal Nobel Samuel Chao Chung Ting e dal prof. Giorgio Bellettini) del CERN. Lo stesso anno vince una borsa di studio per svolgere il perfezionamento in Francia presso l’École normale supérieure di Rue D’Ulm, e nel 1982 ottiene il Dottorato presso l’Università di Parigi XI, Orsay.
Dal 1983 al 2012 è all’Università di Perugia prima come ricercatore, dove fonda e presiede un gruppo di ricerca, poi come professore associato (1988) presso la Facoltà di Scienze, infine come professore ordinario (1993) in Fisica Generale presso la Facoltà di Ingegneria; nel 1990 diventa responsabile delle collaborazioni di ricerca internazionali. Nel 2009 viene eletto presidente della Commissione Nazionale per la Fisica Astroparticellare dell’Istituto nazionale di fisica nucleare per un triennio, poi confermato nel 2012 per un quadriennio. Nel 2012 si trasferisce presso il Dipartimento di Fisica dell’Università di Trento dove è membro del TIFPA (Trento Institute for Fundamental Physics and Applications) dedicato alla fisica e tecnologia spaziale nel settore delle astroparticelle, un nuovo Centro Nazionale dell’INFN. A Trento ricopre la cattedra in Fisica Sperimentale presso il Dipartimento di Fisica.
Il 16 maggio 2014, a seguito di una selezione competitiva e valutazione di un comitato  internazionale, viene nominato dal ministro Stefania Giannini presidente dell’Agenzia Spaziale Italiana (ASI). A seguito di una successiva selezione competitiva, l'8 maggio 2018 viene nominato per un secondo mandato di quattro anni dal ministro Valeria Fedeli, ma il 6 novembre 2018 il Ministro dell'Istruzione Marco Bussetti comunica a Battiston la revoca immediata della sua nomina a presidente dell'ASI.
Nel marzo 2019 il Tar del Lazio rigetta il ricorso presentato da Battiston. Si candida per il Partito Democratico alle elezioni europee del 2019 nella Circoscrizione Italia nord-orientale, ma risultano eletti solo i primi 4 candidati più votati del PD, mentre con 43 291 preferenze Battiston arriva settimo, non risultando eletto.
Dal 2019 è membro del consiglio di amministrazione della GSA (Agenzia dell'Unione europea per il programma spaziale), in rappresentanza del Parlamento europeo.

## Principali contributi

### Attività di ricerca scientifica

#### L3
Nel 1990 inizia una collaborazione con il Premio Nobel Samuel Ting all'esperimento L3 al LEP del CERN, coordinando la realizzazione di un rivelatore di silicio ad alta precisione per rilevare particelle di vita media molto breve.

#### Raggi cosmici
Tra il 1995 e il 2014, la sua attività scientifica è dedicata principalmente a un nuovo settore di ricerca nell'ambito della fisica astroparticellare dello spazio. L'obiettivo è di studiare con precisione le componenti più rare dei raggi cosmici, alla ricerca di antimateria primordiale e di effetti dovuti alla materia oscura. Il primo esperimento realizzato è la versione di prova dell'Alpha Magnetic Spectrometer (AMS-01), che opera per 12 giorni su uno Space Shuttle. La versione definitiva, AMS-02, è installata nel 2011 sulla Stazione spaziale internazionale e raccoglie dati da allora. Della collaborazione internazionale AMS, Battiston ricopre anche la carica di "deputy spokesperson".

#### CSES (China Seismo-Electromagnetic Satellite) - LIMADOU
Nel 2007 propone ed ottiene la collaborazione dell'Italia alla realizzazione del satellite cinese CSES, dedicato al monitoraggio dei fenomeni sismici dallo spazio. Il lancio del satellite, avvenuto nel 2018, apre nuove prospettive nel campo dell'osservazione della Terra con metodi innovativi.

### Attività come Presidente ASI
Sotto la sua presidenza dell'ASI, vengono sbloccati importanti programmi che coinvolgono l'Agenzia: viene completato il finanziamento del progetto Cosmo Second Generation (satelliti 1 e 2) e viene rifinanziata la costruzione, fino al completamento, del satellite multispettrale PRISMA, lanciato poi nel 2019. Viene inoltre approvato il programma PLATiNO (Piccoli Satelliti ad Alta Tecnologia), per sviluppare la capacità industriale nel settore dei satelliti di piccola massa.
Viene inoltre creata la Fondazione Edoardo Amaldi dedicata al trasferimento tecnologico nel settore spaziale.

## Pubblicazioni
A dicembre 2019 la banca dati Scopus lo riporta come autore di 477 pubblicazioni scientifiche, citate complessivamente più di 17 000 volte, con un indice H pari a 46.
Editorialista per La Stampa, L'Adige, La Repubblica, ha tenuto a lungo la rubrica Astri e Particelle su Le Scienze ed ha pubblicato diversi saggi di natura divulgativa:
- Dialogo tra un artista e uno scienziato, Perugia, Futura, 2012, ISBN 9788897720218.
- La meccanica quantistica. Spiegata a chi non ne sa nulla, Roma, Castelvecchi, 2018, ISBN 9788832821161.
- Fare spazio. I miei anni all'Agenzia Spaziale Italiana, Milano, La nave di Teseo, 2019, ISBN 9788893448826.
- La prima alba del cosmo, Milano, Rizzoli, 2019, ISBN 9788817141901.
- La matematica del virus: I numeri per capire e sconfiggere la pandemia (Formato Kindle), Roma, Castelvecchi (collana ESC), 2020, ISBN 9788832900873.
- L'alfabeto della natura. La lezione della scienza per interpretare la realtà, Milano, Rizzoli, 2022, ISBN 9788817162517.

## Premi e riconoscimenti
- Gli è stato dedicato un asteroide, 21256 Robertobattiston [28].
- È stato insignito dall'Associazione per i Servizi, le Applicazioni e le Tecnologie ICT per lo Spazio del premio ASAS Space Economy 2017[29]
- È stato destinatario, insieme all'astrofisico Nicolo D'Amico, del Premio GAL Hassin 2017[30], conferito dall'omonimo centro astronomico
- Nel 2019 è il secondo italiano di sempre ad essere inserito nella Hall of Fame della Federazione Astronautica Internazionale.[31]